# SN 2007ey
SN 2007ey – supernowa typu Ia odkryta 29 czerwca 2007 roku w galaktyce A151221+1230. W momencie odkrycia miała maksymalną jasność 19,70m.